# 勲碧酒造
勲碧酒造株式会社（くんぺきしゅぞう）は、愛知県江南市小折本町柳橋88番地にある酒造メーカー。旧称は山一酒造株式会社（やまいちしゅぞう）。
1915年（大正4年）創業。2009年（平成21年）時点では年間3万6000リットルから4万5000リットルの日本酒を製造している。2009年（平成21年）時点では従業員11人、資本金1200万円。社長兼杜氏（蔵元杜氏）は村瀬公康。

## 特色
仕込み水には地下100メートルから汲み上げた木曽川の伏流水（軟水）を用いている。原料米には愛知県産の酒米である夢吟香、岡山県産の山田錦、岡山県産の雄町などを使用している。酵母は主に10号酵母を用いており、桜酵母を用いた商品もある。

## 歴史

### 戦前の動向
1915年（大正4年）9月、丹羽郡布袋町小折（現・江南市）に創業した。
大正時代、村瀬実三郎、牧野商店の牧野勇次郎、製糸業の村瀬健次郎の3人は、布袋町における「儲け大将三羽烏」と呼ばれた。1918年（大正7年）5月5日に名古屋女子商業学校長の市邨芳樹の謝恩会が催された際には、村瀬実三郎も常務委員の一人に名を連ねている。1924年（大正13年）7月20日から1928年（昭和3年）7月19日まで、村瀬実三郎は布袋町会議員を務めた。
1926年（昭和元年）以降には酒造場審査会の鑑評会で常に一等賞を受賞し、1928年（昭和3年）には名誉賞を受領した。同年頃の年産額は1200石であり、名古屋市や岐阜市などに出荷されていた。
1934年（昭和9年）時点の銘柄は「福神正宗」と「大乗」であり、いずれも色沢は淡泊、香りと味の強い高級酒とされていた。同年の丹羽郡布袋町には、本町3丁目の村瀬甚三郎（銘柄は「あら玉」と「ラクノヨ」）、新町2丁目の村瀬小右衛門（銘柄は「清滝」）、小折の村瀬酒造合資会社（銘柄は「大勝」）、小折の小塚治三郎（銘柄は（「萬正宗」と「虎正」）などの酒蔵もあった。
| 1934年の布袋町の酒蔵 | 1934年の布袋町の酒蔵   | 1934年の布袋町の酒蔵 | 1934年の布袋町の酒蔵       |
| 製造元               | 銘柄                   | 所在地               | 創業                       |
| -------------------- | ---------------------- | -------------------- | -------------------------- |
| 村瀬甚三郎           | 「あら玉」「ラクノヨ」 | 布袋町本町3丁目      | 寛政2年（1790年）8月       |
| 村瀬小右衛門         | 「清滝」               | 布袋町新町2丁目      | 文化年間（1804年～1818年） |
| 村瀬酒造合資会社     | 「大勝」               | 布袋町小折           | 1887年（明治20年）頃       |
| 小塚治三郎           | 「萬正宗」「虎正」     | 布袋町小折           | 1892年（明治25年）10月     |
| 村瀬実三郎           | 「福神正宗」「大乗」   | 布袋町小折           | 1915年（大正4年）9月       |

### 戦後の動向
1945年（昭和20年）7月12日深夜から13日未明には布袋町や古知野町も空襲（江南空襲）を受け、現在の江南市域では32人の死者を出した。山一酒造の約200m南の桑畑にも爆弾が着弾したが、創業時から残る仕込み蔵は被害を免れた。
1947年（昭和22年）4月10日から1951年（昭和26年）4月4日、村瀬実三郎は布袋町長を務めた。1951年（昭和26年）4月23日以降、村瀬実三郎は合併前最後の布袋町議会議員を務めた。村瀬実三郎は江南ロータリークラブの第2代会長も務めている。
1952年（昭和27年）には山一酒造株式会社を設立した。1968年（昭和43年）時点の経営者は村瀬実三郎だった。1976年（昭和51年）には、銘柄を「大乗」から宗教家の長橋靖彦の命名で「勲碧」に変更した。1980年（昭和55年）時点の代表者は村瀬貞夫だった。村瀬貞夫は江南青年会議所の第3代理事長も務めている。
1985年（昭和60年）時点の杜氏は越後杜氏の高倉一郎であり、原料米の麹米には富山県産五百万石、掛米には新潟県産五百万石と岐阜県産ひだほまれを用いていた。名古屋国税局新酒鑑評会においては、1982年（昭和57年）、1983年（昭和58年）、1985年（昭和60年）、1987年（昭和62年）、1988年（昭和63年）、1990年（平成2年）、1992年（平成4年）などに入賞している。1996年（平成8年）までは遠方の杜氏を雇って酒造りを行っていたが、1998年（平成10年）には創業家の村瀬公康が杜氏となり（蔵元杜氏）、同年頃に銘柄に合わせて勲碧酒造株式会社に社名変更した。

### 近年の動向

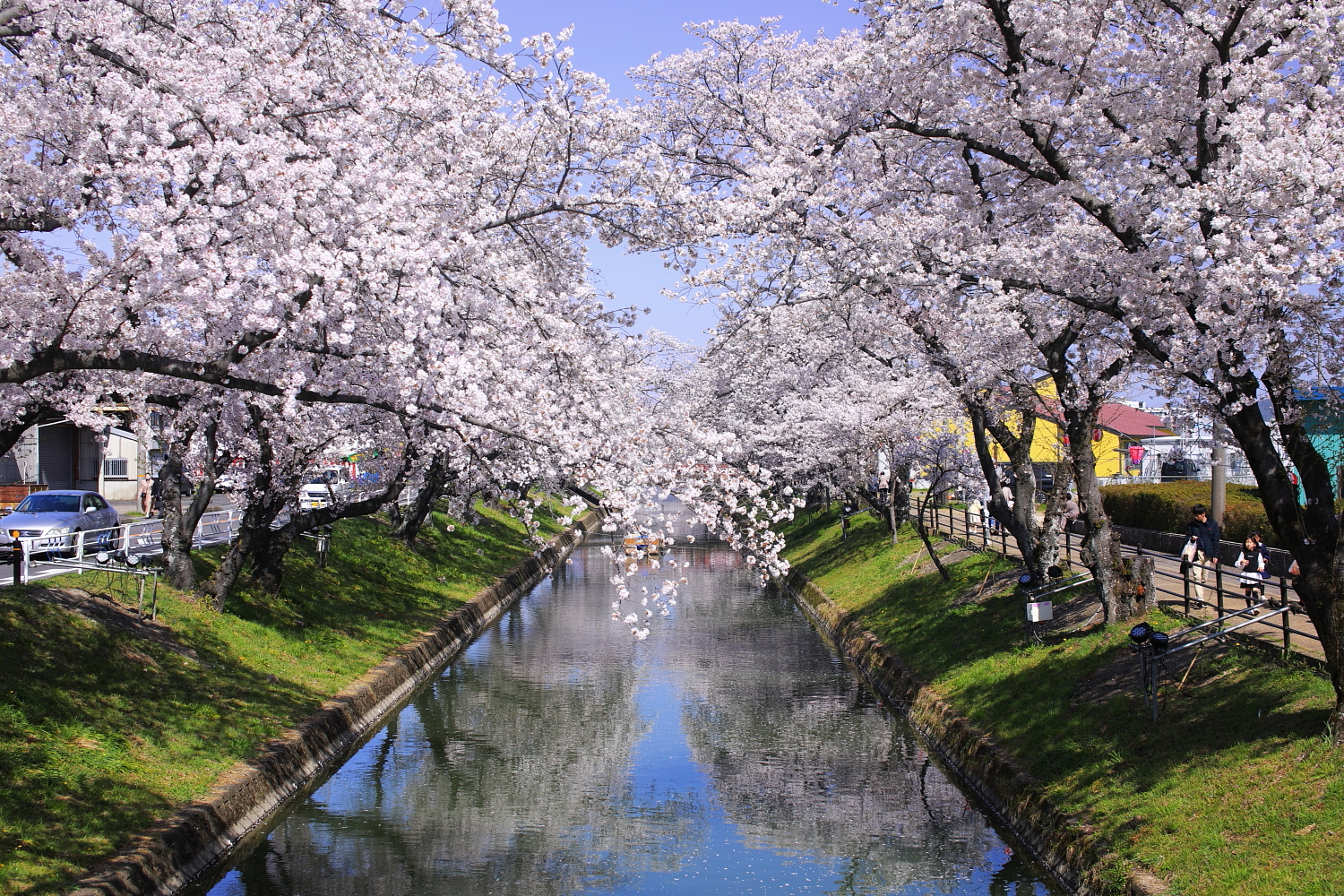
五条川のサクラ

江南市に隣接する自治体として丹羽郡大口町があるが、2006年（平成18年）には大口町商工会が村制100年を記念して日本酒「百年おおぐち」の発売を企画した。大口町産あいちのかおりを用いている点が特徴であり、あいちのかおりでの酒造りも行っていた勲碧酒造が醸造を担った。
2005年（平成17年）から全国新酒鑑評会に出品しており、2005年（平成17年）と2006年（平成18年）には入賞した。2009年（平成21年）5月、2008酒造年度の全国新酒鑑評会で金賞を初受賞した。同年10月、あいち産業科学技術総合センターと共同で酵母の研究を行い、五条川沿いのサクラから分離した清酒酵母（サッカロマイセス・セレビシエ）を用いた日本酒の開発に成功した。愛知県が花から酵母の分離に成功したのは初である。
勲碧酒造では愛知県農業総合試験場が開発した酒米である夢吟香を用いた酒造りも行っている。2015年（平成27年）3月には愛知北農業協同組合（JA愛知北）に夢吟香生産組合が設立され、江南市や岩倉市で夢吟香が栽培されている。
2018年（平成30年）6月、2017酒造年度の全国新酒鑑評会で9年ぶり2度目の金賞を受賞した。2024年（令和6年）6月、2023酒造年度の全国新酒鑑評会で6年ぶり3回目の金賞を受賞した。純米大吟醸での受賞は初めてである。

## 銘柄
- 「勲碧」

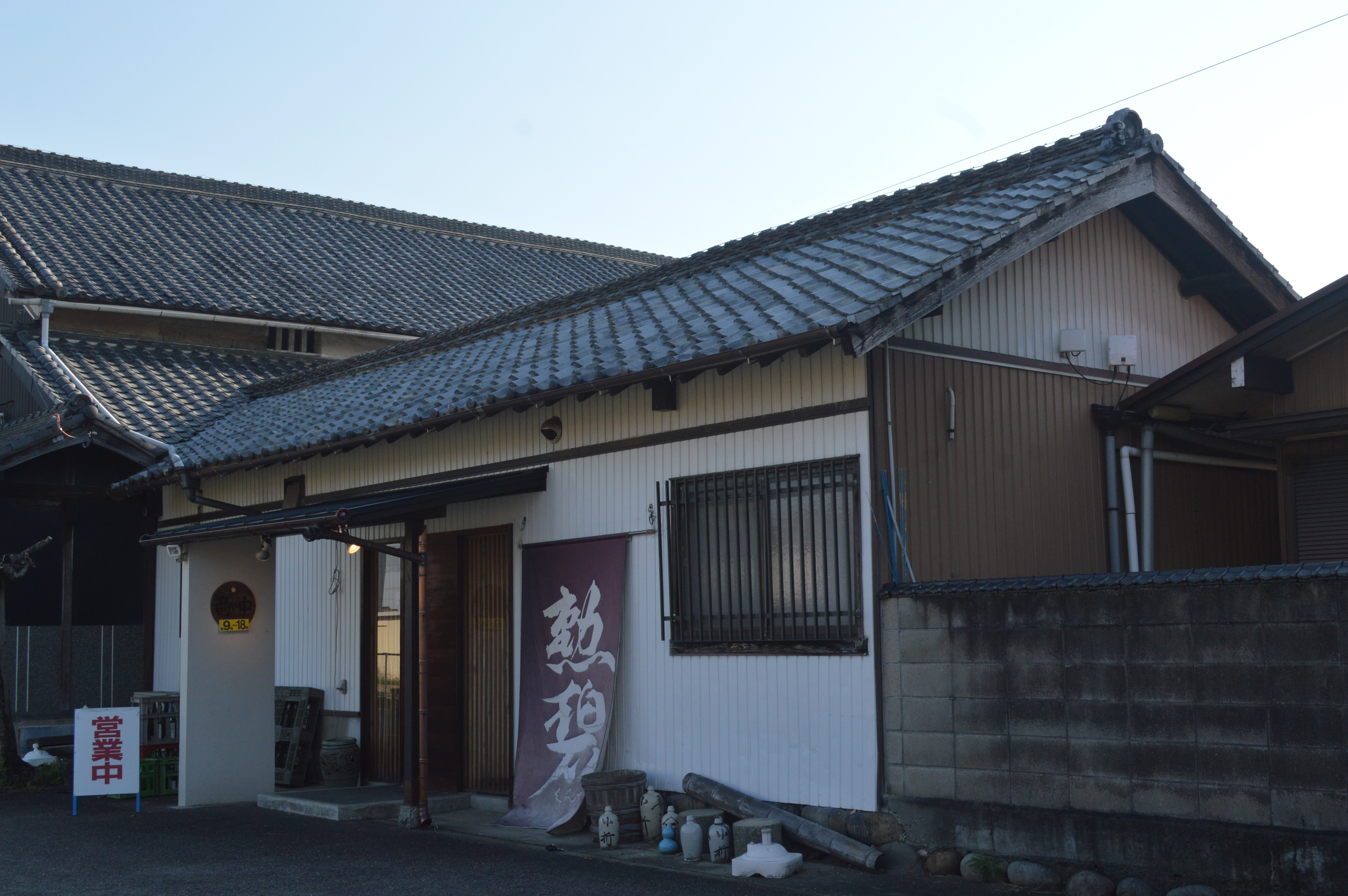
販売所

  - 純米大吟醸 至誠 - 原料米は山田錦、精米歩合は40%。
  - 純米大吟醸 杜氏渾身ノ酒 - 原料米は山田錦、精米歩合は40%。
  - 純米大吟醸 山田錦 無濾過原酒
  - 大吟醸 斗びんどり 雫酒
  - 大吟醸 山田錦 - 原料米は山田錦、精米歩合は40%。
  - 純米吟醸 桜酵母 五条川桜 - 原料米は夢吟香。五条川のサクラから分離した酵母を用いている。
  - 純米吟醸 山田錦 - 原料米は山田錦、精米歩合は55%。
  - 純米吟醸 無濾過原酒 夢吟香 - 原料米は夢吟香。
  - 純米吟醸 原酒 氷温熟成酒
  - 特別純米酒 - 精米歩合は60%。
  - 純米酒 ははそはの 美し稲穂 旭 - 江南市産米を使用。
  - 手造り純米酒 - 愛知県産米100%使用。
  - 手造り本醸造
  - 本醸造 秀撰
  - 本醸造 ひや原酒